# Coronel Domingos Soares
Coronel Domingos Soares este un oraș în Paraná (PR), Brazilia.